# Theope rochambellus
Espèce
Theope rochambellus est une espèce d'insectes lépidoptères appartenant à la famille  des Riodinidae et au genre Theope.

## Taxonomie
Theope rochambellus a été nommé par Christian Brévignon en 2010.

## Description
Theope rochambellus est un papillon au-dessus des ailes orange et avec des ailes antérieures si largement bordées de marron sur le bord costal et le bord externe qu'il ne reste qu'une plage orange partant du bord interne. Les ailes postérieures sont de couleur orange.
Le revers est de couleur jaune.

## Biologie
Sa biologie n'est pas connue.

## Écologie et distribution
Theope rochambellus n'est présent qu'en Guyane.

### Biotope
Il réside dans les zones basses, plutôt en sous-bois, dans toute la Guyane.

### Protection
Pas de statut de protection particulier.